# مجوز تلویزیون
پروانهٔ تلویزیون یا مجوز دریافت پخش (به انگلیسی: television licence یا broadcast receiving licence)، هزینه‌ای است که پرداخت آن در بسیاری از کشورها برای دریافت برنامه‌های تلویزیونی یا در اختیار داشتن یک تلویزیون، اجباری است چرا که بودجهٔ برخی از شبکه‌های ملی به‌طور کامل یا بخشی از بودجهٔ آنها، از درآمدِ پروانهٔ تلویزیون تأمین می‌شود. این هزینه گاهی برای داشتن رادیو یا دریافت پخش رادیویی نیز اجباری است؛ بنابراین پروانهٔ تلویزیون به منظور تأمین بودجهٔ رادیو و تلویزیون ملی، مالیاتی هدفگذاری‌شده است و به پخش کننده‌های ملی اجازه می‌دهد برنامه‌های تلویزیونی را بدونِ یا فقط با بودجهٔ اضافی از راه تبلیغات رادیویی و تلویزیونی، تولید و پخش کنند. با این حال، در بعضی موارد، تعادل بین بودجهٔ عمومی و تبلیغات برعکس است- پخش کنندۂ تلویزیونی لهستان TVP بودجهٔ بیشتری از تبلیغات دریافت می‌کند تا از مالیات تلویزیون.